# كارلوس خوسيه بيلجرانو
كارلوس خوسيه بيلجرانو (بالإسبانية: Carlos José Belgrano)‏ (1761-1814)؛ سياسي وضابط عسكري في الجيش الأرجنتيني. كان لديه مشاركة بارزة في الدفاع واستعادة مدينة بوينس آيرس خلال الغزوات الإنجليزية.

## السيرة الشخصية
ولد بلجرانو في عام 1761 في بوينس آيرس، وأبويه هما دومينغو بيلجرانو وماريا جوزيفا غونزاليس كاسيرو وهو ثاني أولادهما. وهو ينتمي إلى عائلة متميزة. بدأ حياته العسكرية في سن مبكرة، حيث خدم في فوج التنين في بوينس آيرس عام 1783 كجندي حامل للراية.
في عام 1793 تمت ترقية بيلجرانو إلى رتبة ملازم، وفي عام 1795 تم تعيينه في منصب نائب الملك بيدرو ميلو دي البرتغال. كما شغل منصب القائد العسكري لميناء تيغري، وقائد سان فرناندو ولاس كونشاس (بوينس آيرس).
كان لبلجرانو مسيرة مهنية طويلة في ميليسياس دي فرونتيرا، حيث شغل منصب عمدة أيودانتي في سلاح الفرسان. حارب ببطولة عظيمة خلال الغزوات البريطانية لريفر بلايت، ومنح من قبل المجلس الأعلى المركزي الإسباني رتبة نقيب في 12 يناير 1809.

في عام 1806، تزوج كارلوس خوسيه بيلجرانو من ماريا جوزيفا سانشيز غونزاليس، وهي ابنة مانويل سانشيز فاسكيز المولودة في مدينة لاكورونيا. 

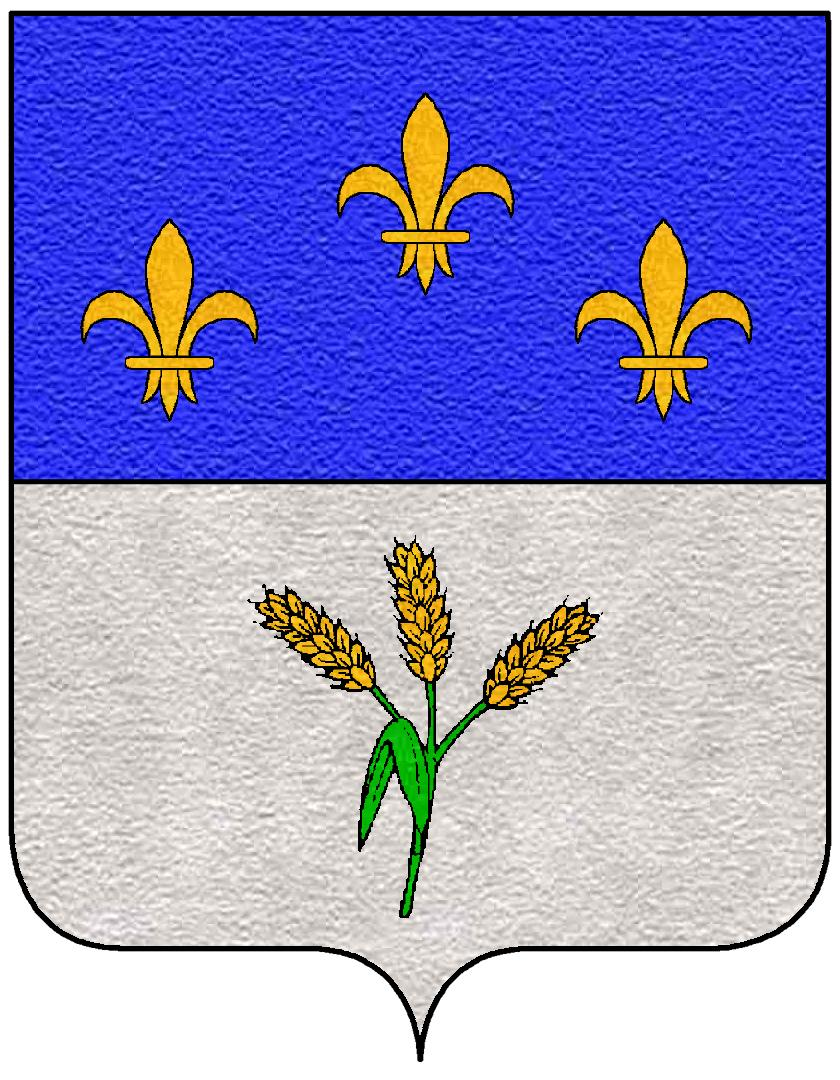
بلغرانو، شعار النبالة

## روابط خارجية
- كارلوس بيلجرانو - Foja de Servicios